# Berufsoberschule (Bayern)
Die Berufsoberschule (BOS) ist als Möglichkeit für Schüler mit mittlerem Schulabschluss (z. B. Mittlere Reife, Fachschulreife) und einer abgeschlossenen Berufsausbildung die Fachhochschulreife, fachgebundene Hochschulreife und allgemeine Hochschulreife (mit zweiter Fremdsprache) zu erwerben
in Bayern seit 2008 Teil der Beruflichen Oberschule.
Seit dem Schuljahr 2006/2007 werden analog zur Kollegstufe des Gymnasiums bei den Leistungsfeststellungen Punkte (0 bis 15) statt Noten (1 bis 6) vergeben. Im Zwischen- und Abschlusszeugnis werden neben den erreichten Punkten auch die entsprechenden Noten im Wortlaut angegeben.

## Klassen

### Vorklasse oder BOS 11
Die Vorklasse dient Schülern, die ihren mittleren Bildungsabschluss über die Berufsschule bzw. Berufsfachschule erworben haben, als Vorbereitung auf die 12. Klasse; wobei oft auch Schüler, die einen mittleren Schulabschluss über den M-Zweig der Hauptschule oder Wirtschaftsschule erworben haben oder deren Realschulabschluss lange zurückliegt, zugelassen werden.
Jedoch ist der Zugang auch für Schüler, die keinen mittleren Schulabschluss vorweisen können (Hauptschule + Berufsausbildung ohne Quabi), möglich. In diesem Fall muss Ende Juli eine Aufnahmeprüfung in den Fächern Mathematik, Deutsch und Englisch absolviert werden, die sich auf dem Niveau der 9. Klasse Hauptschule (Bayern) bewegt, wobei keine Note schlechter als 4 sein darf und der Schnitt mindestens 3,7 sein muss (§31(2)FOBOSO). Diese Schüler erwerben durch den erfolgreichen Besuch der Vorklasse (keine Note schlechter als 4 bzw. 4 Punkte), automatisch, d. h. ohne gesonderte Prüfung, den mittleren Bildungsabschluss (mittlere Reife).
Die Anzahl bzw. die Auswahl der Fächer, die unterrichtet werden, variiert von BOS zu BOS bzw. von Jahr zu Jahr, je nachdem welche Mittel bzw. wie viele Lehrer jeweils zur Verfügung stehen. Schwerpunkte mit meist 7 bis 10 Wochenstunden sind Deutsch, Englisch und Mathematik.

### Vorkurs
Der Vorkurs ist freiwillig und nur für Schüler vorgesehen, die ihren mittleren Bildungsabschluss bereits vor der Berufsausbildung vorweisen konnten (meistens Realschüler) und ihre bereits erworbenen Kenntnisse auffrischen wollen. Der Vorkurs ist berufsbegleitend (entweder samstags oder unter der Woche abends). Unterrichtet werden die Fächer Deutsch, Mathematik und Englisch. Besucht werden kann der Vorkurs bereits im letzten Ausbildungsjahr, damit der Schüler unmittelbar nach Ende der Berufsausbildung die 12. Klasse der BOS besuchen kann. Der Vorkurs gilt als bestanden, wenn man in jedem Fach mindestens die Note 4 erreicht hat.

### BOS 12
Die 12. Klasse der BOS führt zur Fachhochschulreife. Wer weder die Vorklasse noch den Vorkurs mit mindestens der Note 3 in allen Fächern abgeschlossen hat, unterliegt einer Probezeit bis zum 15. Dezember. Die Probezeit gilt als bestanden, wenn man maximal eine Fünf und keine Sechs im aktuellen Notenstand vorweisen kann. Wird am Jahresende (freiwillig) die Fachabiturprüfung abgelegt, wird die Gesamtnote in den Prüfungsfächern aus Prüfungsnote und Jahresfortgangsnote gleichberechtigt zusammengesetzt. In den anderen Fächern gilt die Jahresfortgangsnote als Gesamtnote. Mit höchstens einer Fünf erlangt man die Fachhochschulreife. Berechtigen die Jahresfortgangnoten zum Aufsteigen, wird aber die Fachabiturprüfung nicht abgelegt oder nicht bestanden, kann gleichwohl die 13. Klasse besucht werden.

### BOS 13
Die 13. Klasse der BOS führt zur fachgebundenen Hochschulreife. Schüler, die in die 13. Klasse vorrücken möchten, müssen zusätzlich noch ein Seminar belegen, in dem sie eine Seminararbeit schreiben. Diese bezieht sich auf ein Fach bzw. eine Fächerverbindung und gleicht der Facharbeit am Gymnasium. Das Seminar findet meist nach den Fachhochschulreifeprüfungen statt und endet am Schuljahresanfang der 13. Klasse. Die Bearbeitungszeit beträgt ca. drei Monate. Seiteneinsteiger müssen bis nach den Weihnachtsferien die Seminararbeit ohne Seminarunterricht anfertigen.

### Zweite Fremdsprache
Hat der Schüler bereits in der 12. Klasse ein Wahlfach über eine zweite Fremdsprache belegt und führt dieses in der 13. Klasse fort oder weist er ausreichende Kenntnisse über eine zweite Fremdsprache aus dem Gymnasium (mindestens 4 Jahre, abgeschlossen mit der Note 4 oder Oberstufenberechtigung) oder der Realschule (Zweig IIIF) nach, so führt die 13. Klasse zur allgemeinen Hochschulreife. Als zweite Fremdsprachen werden anerkannt:
- Französisch
- Spanisch
- Italienisch
- Russisch
- Latein

Es werden allerdings in nicht allen BOSn alle aufgeführten Fremdsprachen angeboten, oft nur Französisch oder Spanisch. Ansonsten besteht nach dem erfolgreichen Bestehen der BOS 13 die Möglichkeit, Kenntnisse über eine zweite Fremdsprache durch eine Zusatzprüfung nachzuweisen. Hierbei ist es egal, wie lange der (ehemalige) Schüler schon nicht mehr auf der BOS ist.
Der Nachweis über eine zweite Fremdsprache kann auch über eine Berufsfachschule erbracht werden. Zum Beispiel eine Sprachschule mit staatlicher Prüfung. (Fremdsprachenkorrespondent etc.)

## Ausbildungsrichtungen
Die Berufsoberschule bietet folgende Zweige (offiziell Ausbildungsrichtungen) an:

### Technik
- für Schüler mit technischer Berufsausbildung (z. B. Informatik-, Metall- und Elektroindustrie) oder die 5 Jahre in einem technischen Beruf tätig waren.
- Unterrichtsfächer: Religionslehre/Ethik, Deutsch, Englisch, Mathematik, Sozialkunde, Geschichte, Physik, Chemie, Technologie/Informatik
- Abschlussprüfungsfächer: Deutsch, Englisch, Mathematik, Physik

### Wirtschaft und Verwaltung
- für Schüler, die eine kaufmännische Berufsausbildung haben (z. B. Bankkaufleute, Industriekaufleute, Angestellte und Beamte etc.) oder 5 Jahre in einem wirtschaftlichen Beruf tätig waren.
- Unterrichtsfächer: Religionslehre/Ethik, Deutsch, Englisch, Mathematik, Sozialkunde, Betriebswirtschaftslehre mit Rechnungswesen (BWR), Technologie, Geschichte, Volkswirtschaftslehre (VWL), Wirtschaftsinformatik
- Abschlussprüfungsfächer: Deutsch, Englisch, Mathematik, BWR

### Sozialwesen
- für Schüler mit Berufsausbildung im sozialen Bereich (z. B. Gesundheits- und Krankenpfleger(-in), Erzieher(-in))
- Unterrichtsfächer: Religionslehre/Ethik, Deutsch, Englisch, Mathematik, Geschichte, Sozialkunde, Pädagogik/Psychologie, Chemie, Biologie, Wirtschaftslehre, Rechtslehre
- Abschlussprüfungsfächer: Deutsch, Englisch, Mathematik, Pädagogik und Psychologie

### Agrarwirtschaft, Bio- und Umwelttechnologie
- für Schüler mit Berufsausbildung im Bereich Agrar, Biologie, Chemie, Ernährung, Gesundheit (z. B. Bäcker)
- Unterrichtsfächer: Religionslehre/Ethik, Deutsch, Englisch, Geschichte, Sozialkunde, Mathematik, Physik, Chemie, Biologie, Wirtschaftslehre, Technologie/Informatik
- Abschlussprüfungsfächer: Deutsch, Englisch, Mathematik, Biologie

### Ab dem Schuljahr 2015/16 neu angebotene Ausbildungsrichtungen

#### Internationale Wirtschaft
- für Schüler, die eine kaufmännische Berufsausbildung haben (z. B. Bankkaufleute, Industriekaufleute, Angestellte und Beamte etc.) oder 5 Jahre in einem wirtschaftlichen Beruf tätig waren.
- Unterrichtsfächer: Religionslehre/Ethik, Deutsch, Englisch, Mathematik, Sozialkunde, Internationale Betriebswirtschafts- und Volkswirtschaftslehre, Technologie, Geschichte, International Business Studies (bilingual in Deutsch und Englisch), Französisch oder Spanisch
- Abschlussprüfungsfächer: Deutsch, Englisch, Mathematik, Internationale Betriebswirtschafts- und Volkswirtschaftslehre
- Standorte des Schulversuchs siehe auf der Website der Beruflichen Oberschule Bayern[6]

#### Gesundheit
- für Schüler mit Berufsausbildung im gesundheitlichen Bereich (z. B. Gesundheits- und Krankenpfleger(-in))
- Unterrichtsfächer: Deutsch, Englisch, Mathematik, Religionslehre/Ethik, Geschichte, Sozialkunde, Gesundheitswissenschaften, Biologie, Chemie, Kommunikation und Interaktion, Rechts- und Wirtschaftslehre, Informatik
- Abschlussprüfungsfächer: Deutsch, Englisch, Mathematik, Gesundheitswissenschaften
- Standorte des Schulversuchs siehe auf der Website der Beruflichen Oberschule Bayern[7]

### Zuordnung der erlernten Berufe zu den Ausbildungsrichtungen
Gemäß § 28 Abs. 3 der Schulordnung für die Berufliche Oberschule – Fachoberschulen und Berufsoberschulen (FOBOSO) muss die berufliche
Vorbildung grundsätzlich der jeweiligen Ausbildungsrichtung entsprechen.
In eine der beruflichen Vorbildung nicht entsprechende Ausbildungsrichtung kann nur aufgenommen werden, wer zusätzlich eine für die angestrebte Ausbildungsrichtung einschlägige Berufstätigkeit oder das erfolgreiche Durchlaufen einer einschlägigen fachpraktischen Ausbildung der Fachoberschule nachweist; die Berufstätigkeit muss bei Vollzeitbeschäftigung ein Jahr, bei Teilzeitbeschäftigung einen entsprechend längeren Zeitraum umfassen. Seit 1. August 2011 kann die in diesem Fall zusätzlich zur abgeschlossenen Berufsausbildung geforderte einschlägige Berufspraxis auch durch ein mindestens sechsmonatiges einschlägiges betreutes Berufspraktikum in Vollzeit erbracht werden.
In Zweifelsfällen hinsichtlich der Berufsausbildung, der Berufserfahrung und der Berufstätigkeit oder ihrer Zuordnung zu einer Ausbildungsrichtung entscheidet der Ministerialbeauftragte.

## VIBOS (Virtuelle Berufsoberschule Bayern)
Zusätzlich zu dem normalen Besuch einer Berufsoberschule besteht die Möglichkeit, die Fachhochschulreife über die „VIBOS“ zu erlangen. Die Virtuelle Berufsoberschule Bayern ist ein staatlicher Online-Lehrgang des Bayerischen Staatsministeriums für Unterricht und Kultus mit eigener Lehrgangsordnung. Der Lehrgang ist der Dienststelle des Ministerialbeauftragten für die Berufliche Oberschule (Fachoberschulen und Berufsoberschulen) in Nordbayern an der FOS/BOS Erlangen zugeordnet und hat dort ihren Sitz. Der Unterricht an der VIBOS orientiert sich am Konzept des „Blended Learning“ und besteht aus drei wesentlichen Komponenten:
1. Lerninhalte werden über permanent online verfügbare Lernmodule (SCORM-Module) vermittelt.
2. Im Online-Unterricht per Telekonferenz (Blackboard Collaborate) besprechen die Lehrer und Schüler der VIBOS die Lernmodule ergänzend.
3. An (nahezu) monatlich stattfinden Seminartagen wird der Lernstoff auch noch im Präsenzunterricht aufbereitet.

Der gesamte Onlineunterricht wird über die digitale Lernumgebung Fronter, eine skandinavische Lernplattform, abgewickelt.
Der staatliche Online-Lehrgang VIBOS wurde insbesondere im Hinblick auf die Anforderungen von Berufstätigen entwickelt, die sich neben ihrem Beruf qualifizieren wollen. Deshalb wurde der Unterricht auf zwei Jahre verteilt, um die Anforderungen neben dem Beruf erträglich zu halten. Die Teilnahme an Online-Sitzungen und Seminartagen ist freiwillig, d. h. im laufenden Jahr werden zwar keine Noten wie an normalen Schulen vergeben. Dafür werden aber regelmäßig Aufgaben und Rückmeldungen zum Leistungsstand durch die Lehrer angeboten. Die Noten erhält man über eine schriftliche Prüfung pro Nebenfach und über die schriftlichen Prüfungen, die auch die „normalen“ BOS-Schüler absolvieren, für die Hauptfächer.
Für die Teilnahme am staatlichen Lehrgang VIBOS wird von den Lehrgangsteilnehmern eine Pauschale als Aufwendungsersatz erhoben. Einschreiben kann man sich auch, wenn man nicht in Bayern wohnt (Anreise und evtl. Übernachtung während der Prüfungen nötig), allerdings müssen die Zugangsvoraussetzungen (siehe oben) für die BOS erfüllt sein. Auch bietet die Vibos nur die Ausbildungszweige Wirtschaft, Sozialwesen und Technik an, das Fach Religion bzw. Ethik wird nicht unterrichtet.
Über die VIBOS kann man den Vorkurs und die 12. Klasse (aufgeteilt auf 12/I und 12/II) besuchen.

## Unterschiede zur Fachoberschule (FOS)
Wesentliche Unterschiede zwischen Berufs- und Fachoberschule bestehen darin,
- dass man die BOS nur mit Mittlerer Reife und Berufsausbildung bzw. mindestens fünfjähriger Berufserfahrung besuchen darf, während für die FOS die Mittlere Reife reicht; allerdings muss in der 11. Klasse der FOS eine fachpraktische Ausbildung absolviert werden.
- dass in der 12. Klasse BOS der Stoff der 11. und der 12. Klasse FOS unterrichtet wird; in der 13. Jahrgangsstufe hingegen ist der Stoff von FOS/BOS weitgehend identisch, auch die Abschlussprüfungen sind in der 12. und 13. Klasse für BOS und FOS gleich.
- dass man in der BOS nach der 12. Klasse keine Prüfung machen muss, um in die 13. Klasse zu kommen; an der FOS dagegen ist die erfolgreiche Prüfung zur Erlangung der Fachhochschulreife (neben dem benötigten Fachabiturschnitt von 3,0) grundlegende Voraussetzung für den Eintritt in die 13. Klasse.